# Bettina Zimmermann
Bettina Zimmermann, (Großburgwedel, 31 de marzo de 1975) es una actriz alemana.

## Biografía
Salió durante más de cuatro años con el productor Oliver Berben.
En el 2007 comenzó a salir con el director de fotografía Vladimir Subotic, la pareja le dio la bienvenida a su primer hijo en octubre del 2008; sin embargo en julio del 2011 la pareja anunció que se habían separado.
Desde el 2013 Bettina sale con el actor Kai Wiesinger.

## Carrera
Bettina ha aparecido en comerciales para "Vodafone", "Lycos-Commundo", "D2", "Jacobs Kaffee", "Premiere World" y "WMF".
En el 2006 prestó su voz para la versión alemana del doblaje del personaje de Sally de la película Cars.
En el 2008 participó en la película Kung Fu Panda donde prestó su voz para la voz de la versión alemana del personaje de Tigress. En el 2011 volvió a doblar en la versión alemana del personaje de Tigress ahora en la película Kung Fu Panda 2.
Ese mismo año apareció en el primer episodio de la séptima temporada de la serie Donna Leon donde interpretó a la investigadora de la policía Franca Capari.
En el 2013 apareció como invitada en un episodio de la serie Crossing Lines donde interpretó a Sandra Liebig, una mujer quien junto a su esposo Sven Liebig (Christian Oliver) son secuestrados y obligados a luchar por sus vidas contra otra pareja secuestrada, para salvar la vida de su hija Lara Liebig.

## Filmografía

### Series de Televisión
| Año  | Título                                   | Personaje           | Notas                                        |
| ---- | ---------------------------------------- | ------------------- | -------------------------------------------- |
| 2013 | SOKO 5113                                | Sybille Lenz        | episodio "Zurück ins Leben"                  |
| 2013 | Herzensbrecher                           | Doro                | episodio "Ein Quäntchen Trost"               |
| 2013 | Alle Jahre wieder                        | Tante Moni          | 3 episodios                                  |
| 2013 | Crossing Lines                           | Sandra Liebig       | episodio "Long-Haul Predators"               |
| 2013 | Verbrechen nach Ferdinand von Schirach   | Angelika Petersson  | episodio "Grün" - miniserie                  |
| 2012 | Ein Fall für zwei                        | Judith Peters       | episodio "Frankfurt Superstar"               |
| 2008 | Donna Leon                               | Franca Capari       | episodio "Die dunkle Stunde der Serenissima" |
| 2007 | Pompeya                                  | Elena               | miniserie                                    |
| 2007 | 2030 - Aufstand der Alten                | Lena Bach           | 3 episodios                                  |
| 2007 | Afrika, mon amour                        | Tanja               | miniserie                                    |
| 2005 | Bewegte Männer                           | Marie Kessler       | episodio "Das Walross"                       |
| 2005 | Inga Lindström                           | Siri Westin         | episodio "Entscheidung am Fluss"             |
| 2004 | Alarm für Cobra 11 - Die Autobahnpolizei | Laura Andress       | episodio "Feuer und Flamme"                  |
| 2004 | Die Rosenheim-Cops                       | Doris Schätzlein    | episodio "Zoff im Kuhstall"                  |
| 2004 | SOKO Kitzbühel                           | Gabriele Walter     | episodio "Die Braut und der Tod"             |
| 2001 | Bronski & Bernstein                      | Carola von Auerbach | 8 episodios                                  |

### Películas
| Año  | Título              | Personaje     | Notas                                                                        |
| ---- | ------------------- | ------------- | ---------------------------------------------------------------------------- |
| 2014 | Nachbarn süss-sauer | Lisa Brücker  | junto a Christoph M. Ohrt, Linda Chang, Fang Yu, Cosima Henman & Leon Seidel |
| 2004 | Post Impact         | Anna Standorf | Telefilme                                                                    |

### Apariciones
| Año  | Programa                 | Notas                                        |
| ---- | ------------------------ | -------------------------------------------- |
| 2005 | Das Quiz mit Jörg Pilawa | episodio "X-Mas Star Special" - participante |

## Premios y nominaciones
| Año  | Categoría                                                                             | Premio                  | Película                                       | Resultado |
| ---- | ------------------------------------------------------------------------------------- | ----------------------- | ---------------------------------------------- | --------- |
| 2012 | Reader's Choice (junto a Fabian Busch & Kai Wiesinger)                                | Bambi Award             | Die Jagd nach dem Bernsteinzimmer              | Nominados |
| 2007 | Best Movie Made for Television or Miniseries (junto a Regina Ziegler & Jörg Lühdorff) | German Television Award | 2030 - Aufstand der Alten                      | Nominados |
| 2003 | Actress                                                                               | New Faces Award         | Erkan & Stefan gegen die Mächte der Finsternis | Ganó      |
| 2002 | Best Supporting Comedian                                                              | German Comedy Award     | Erkan & Stefan gegen die Mächte der Finsternis | Nominada  |